# Prix Guizot
Ne doit pas être confondu avec Prix Guizot-Calvados.
 (novembre 2023).
Si vous disposez d'ouvrages ou d'articles de référence ou si vous connaissez des sites web de qualité traitant du thème abordé ici, merci de compléter l'article en donnant les références utiles à sa vérifiabilité et en les liant à la section « Notes et références ».

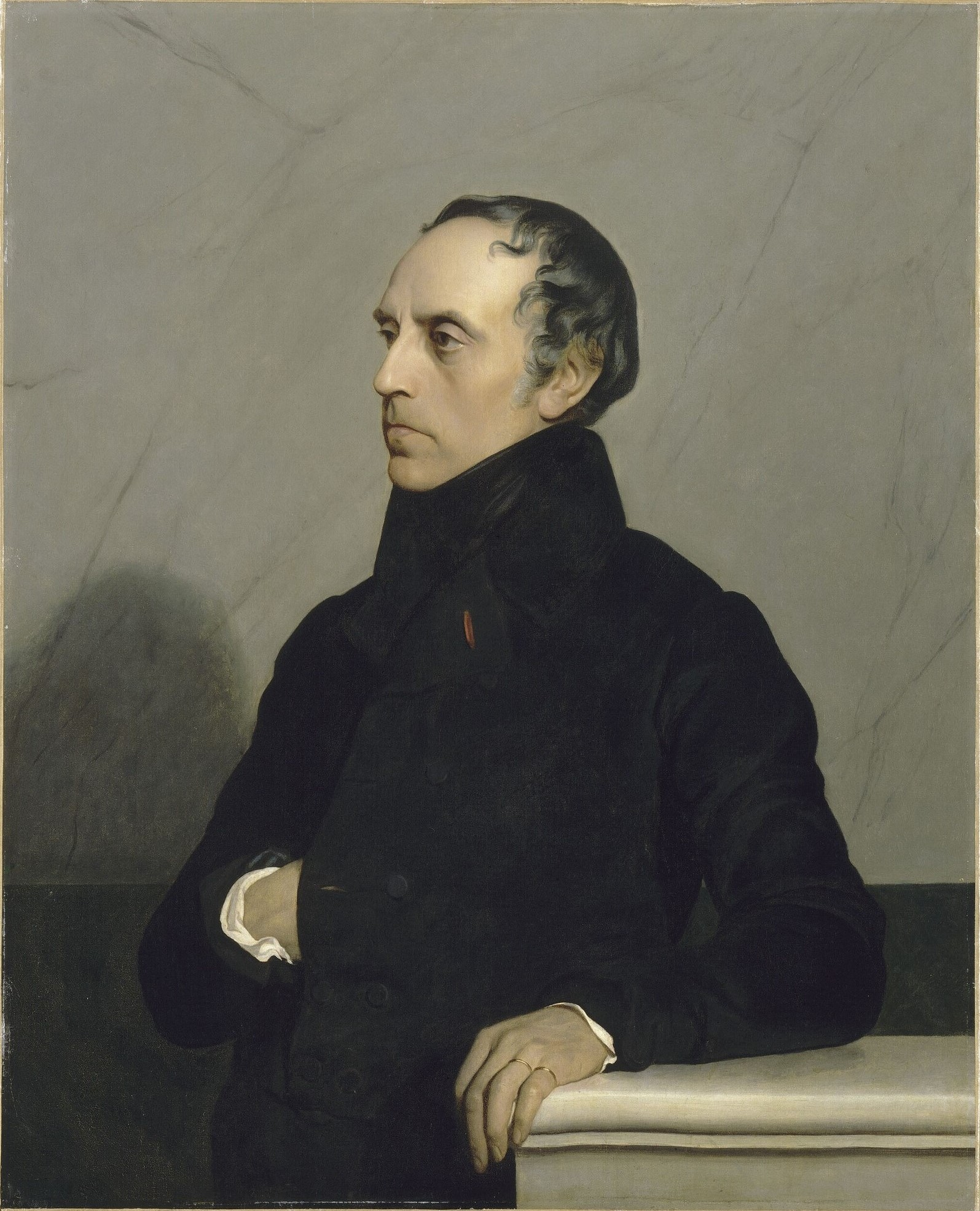
François Guizot, que le prix commémore.

Le prix Guizot est un prix de l’Académie française décerné tous les trois ans à partir de 1875, reconstitué en 1994 et désormais décerné chaque année. Ce prix annuel récompense un ou plusieurs auteurs ayant publié un ouvrage d’histoire générale ou de sociologie. Il est décerné par le regroupement des Fondations Guizot, Chodron de Courcel, Yvan Loiseau et Eugène Piccard.
Le prix Guizot commémore l’héritage intellectuel de l’historien et homme d’État français François Guizot (1787-1874).

## Liste des lauréats
- 1875 : 
  - Léon Gautier, La Chanson de Roland
- 1878 : 
  - Louis Vian (18..-1884), Histoire de Montesquieu[1]
- 1881 : 
  - Charles de Lacombe, Le Comte de Serre, sa vie et son temps
- 1884 : 
  - Henri d'Ideville, Le Maréchal Bugeaud, d’après sa correspondance intime et des documents inédits (1784-1849)
  - Adolphe Mathurin de Lescure, Rivarol et la société française pendant la Révolution et l’émigration (1753-1801)
- 1887 : 
  - Étienne Allaire (1822-1896), La Bruyère dans la maison de Condé[2]
- 1890 :
  - Jules Delarbre (1821-1903), Tourville et la Marine de son temps (1642-1701)
  - Damase Jouaust et Henri Motheau, Étude sur Montaigne
  - Georges Pallain, La Mission de Talleyrand à Londres en 1792
  - Camille Rabaud, Lasource, député à la Législative et à la Convention (1763-1793)
- 1893 : 
  - Joseph Fabre, Le Mois de Jeanne d’Arc
- 1896 :
  - André Le Breton, Rivarol
  - Gaston Maugras, Le Duc de Lauzun et la cour intime de Louis XV. Le Duc de Lauzun et la cour de Marie-Antoinette
  - Pierre de Ségur, Le Maréchal de Ségur (1724-1801), ministre de la Guerre sous Louis XVI
- 1899 :
  - Georges Lacour-Gayet, L’Éducation politique, Louis XIV
  - Félix Reyssié (18..-1901), Le Cardinal de Bouillon
  - Fortunat Strowski, Saint François de Sales
  - Louis Tuetey (1869-19..) fils de Alexandre Tuetey, Serurier (1742-1819)
- 1902 :
  - Louis Champion, Jeanne d’Arc écuyère
  - R.P. Amédée Chauvin, Le Père Gratry (1805-1872)
  - Jean Guiraud, L’Église et les origines de la Renaissance
  - Barthélemy Pocquet, Le Duc d’Aiguillon et la Chalotais
- 1905 :
  - Edmond Biré, Armand de Pontmartin, sa vie et ses œuvres
  - Émile Doumergue, Calvin, les hommes et les choses de son temps
- 1908 :
  - Étienne Dejean, Un préfet du Consulat, Jacques-Claude Beugnot
  - Marie Dugard, Ralph Waldo Emerson, sa vie et son œuvre
  - Georges Dumas, Psychologie de deux Messies positivistes : Saint-Simon et Auguste Comte
  - Joseph Guyot, Le Poète J.-F. Regnard en son chasteau de Grillon
  - Philippe Monnier, Venise au XVIIIe siècle
- 1911 : 
  - Paul Chaponnière, Piron, sa vie et son œuvre
  - Félix Gaiffe, Le Drame en France au XVIIIe siècle
  - Henry Gaillard de Champris, Émile Augier et la comédie sociale
  - Pierre-René Roland-Marcel, Essai politique sur Alexis de Tocqueville
  - Pietro Toldo, L’œuvre de Molière et sa fortune en Italie
- 1914 :
  - André Barre, Le Symbolisme
  - Fernand Caussy, Voltaire, seigneur du village
  - Edmond Faral, Recherches sur les sources latines des contes et romans courtois du moyen âge
  - Gabriel Vauthier, Villemain (1790-1870)
- 1920 :
  - Abbé Pierre Dubois, Victor Hugo et ses idées religieuses de 1802 à 1825
  - Georges Le Bidois, L’Honneur au miroir de nos lettres
  - Marie-Louise Vincent, George Sand
- 1923 :
  - Ernest Martinenche, L’Espagne et le romantisme français
- 1926 :
  - René Lote, Histoire de la Philosophie (volume de l’histoire de la nation française)
  - Gustave Michaut, Les Luttes de Molière
- 1929 :
  - Armand Garnier, Agrippa d'Aubigné
- 1932 : 
  - René Jasinski, Les Années romantiques de Théophile Gautier
  - Victor Poucel, Essais catholiques
  - Jean-Médéric Tourneur-Aumont, Fustel de Coulanges
- 1935 : 
  - Italo Siciliano, François Villon et les thèmes poétiques du moyen âge
- 1938 :
  - Comtesse Jean de Pange, Auguste-Guillaume Schlegel et madame de Staël
- 1941 :
  - Marcel Duchemin, Châteaubriand
- 1944 :
  - Emmanuel Aegerter et Pierre Labracherie (1896-1977), Guillaume Apollinaire
- 1947 :
  - Jean Canu, Barbey d'Aurevilly
  - Léon Lemonnier, Dickens
  - Noël Richard, Louis le Cardonnel
- 1950 : 
  - Paul Souchon, Victor Hugo, l’homme et l’œuvre
- 1956 : 
  - Marie Lecomte du Nouÿ, Lecomte du Noüy, de l’agnosticisme à la foi
- 1959 :
  - Robert Baschet, Mérimée
  - Jacques Suffel, Flaubert
- 1962 : 
  - Pierre Christophorov, Sur les pas de Chateaubriand en exil
  - Michel Décaudin, La Crise des valeurs symbolistes
  - Jean-Hervé Donnard, Balzac, les réalités économiques et sociales dans la Comédie humaine
  - Thelma Morris, L’Abbé Desfontaines et son rôle dans la littérature de son temps
  - Noël Richard, À l’aube du Symbolisme
- 1965 : 
  - Robert Goffin, Fil d’Ariane pour la Poésie
  - Pierre Nordon, Sir Arthur Conan Doyle
- 1968 :
  - David Kuhn, La Poétique de François Villon
- 1971 :
  - Gabriel d'Aubarède, André Chénier
- 1973 :
  - Jacques Brengues, Charles Duclos ou l’obsession de la vertu
  - Diana MacCormick, Les Nouvelles de Balzac
  - Max Milner, Le Romantisme (1820-1843)
- 1974 :
  - Jean Dalat, Montesquieu Magistrat
- 1977 :
  - Roger Secrétain, Ceux qui ont éclairé nos chemins
- 1980 : 
  - Marie-Thérèse Jouveau, Alphonse Daudet, Frédéric Mistral. La Provence et le Félibrige
  - Saint-Paulien, Napoléon-Balzac et l’Empire de la Comédie humaine
- 1986 : 
  - Jean-Pierre Dauphin et Pascal Fouché, Bibliographie des écrits de Louis-Ferdinand Céline
- 1989
  - Claude Blum, La Représentation de la mort dans la littérature française de la Renaissance (médaille d'argent)
- 1995
  - Jean-Pierre Valognes (d) , Vie et mort des chrétiens d'Orient, des origines à nos jours (Fayard) (médaille d'argent)
- 1996 
  - Barbara de Negroni, Lectures interdites. Le travail des censeurs au XVIIIe siècle (Albin Michel) (médaille d'argent)
  - Alain Boureau, Le Droit de cuissage. La fabrication d'un mythe (Albin Michel) (médaille d'argent)
- 1997
  - Paul Butel, Histoire de l'Atlantique, de l'Antiquité à nos jours (Perrin) (médaille d'argent)
  - Serge de Robiano, Échec à l'Empereur, échec au Roi. Maurice de Broglie, évêque de Gand (1766-1821) (Quorum) (médaille d'argent)
  - Michel-Edmond Richard (d) , Notables protestants, en France, dans la première moitié du XIXe siècle (Lys) (médaille de bronze)
  - Youri Roubinski, La Russie à Paris (Éditions du Mécène) (médaille de bronze)
- 1998
  - Pierre Pouchain (d) , Les Maîtres du Nord (Perrin)
  - François Caron, Histoire des chemins de fer en France (Fayard) (médaille d'argent)
- 1999
  - Claude Fohlen, Histoire de l'esclavage aux États-Unis (Perrin) (médaille d'argent)
- 2000
  - Alain Gérard, Par principe d'humanité… la Terreur et la Vendée (Fayard)
  - Jacques Jourquin, Dictionnaire des maréchaux du Premier Empire (médaille d'argent)
- 2001
  - Francis Rapp, Le Saint Empire romain germanique, d'Otton le Grand à Charles Quint (Tallandier)
  - François Crouzet, Histoire de l’Économie européenne (Albin Michel) (médaille d'argent)
- 2002
  - Élisabeth Crouzet-Pavan, Enfers et Paradis. L'Italie de Dante et de Giotto (Albin Michel)
  - Jean Ayanian (d) , Le Kemp, une enfance intra muros (Parenthèses) (médaille de bronze)
  - Victor Debuchy (d) , La Vie à Paris sous la Commune (Christian) (médaille d'argent)
  - Jean Mathiex (d) , Civilisations impériales (Félin) (médaille d'argent)
- 2003
  - Reynald Abad, Le Grand Marché. L’approvisionnement alimentaire de Paris sous l’Ancien Régime (Fayard)
  - Jean-Marc Moriceau, Terres mouvantes. Les campagnes françaises du féodalisme à la mondialisation, XIXe – XXe siècle (Fayard) (médaille d'argent)
  - Jean Verdon, Boire au Moyen Age (Perrin) (médaille d'argent)
- 2004
  - Jean-Pierre Rioux, Au bonheur la France (Perrin)
- 2005
  - Janine Garrisson, L'Affaire Calas : miroir des passions françaises (Fayard)
- 2006
  - Olivier Chaline, Le Règne de Louis XIV (Flammarion)
  - Marc Boyer, Le Thermalisme dans le Grand Sud-Est de la France (Presses universitaires de Grenoble) (médaille d'argent)
  - Véronique Larcade (d) , Les Cadets de Gascogne. Une histoire turbulente (Sud-Ouest) (médaille d'argent)
- 2007
  - Dominique Iogna-Prat, La Maison Dieu. Une histoire monumentale de l'Église au Moyen Age (Seuil)
  - André Chervel, Histoire de l'enseignement du français du XVIIe au XXe siècle (Retz) (médaille d'argent)
  - Charles Frostin (d) , Les Pontchartrain ministres de Louis XIV. Alliances et réseau d'influence sous l'Ancien Régime (Presses universitaires de Rennes) (médaille d'argent)
- 2008
  - Lucien Jaume, Tocqueville : les sources aristocratiques de la liberté (Fayard)
  - Marie-Claude Blais (philosophe) (d) , La Solidarité. Histoire d'une idée (Gallimard) (médaille d'argent)
  - Edina Bozoky, La Politique des reliques de Constantin à Saint Louis (Beauchesne) (médaille d'argent)
  - Esther Benbassa, La Souffrance comme identité (Fayard) (médaille de bronze)
  - Jean-Marc Berlière et Franck Liaigre, Liquider les traîtres. La face cachée du PCF (1941-1943) (Robert Laffont) (médaille de bronze)
- 2009
  - Jacques Le Rider, L'Allemagne au temps du réalisme. De l'espoir au désenchantement (1848-1890) (Albin Michel)
  - Stella Ghervas (d) , Réinventer la tradition. Alexandre Stourdza et l'Europe de la Sainte-Alliance (Honoré Champion) (médaille d'argent)
  - Grégoire Kauffmann, Édouard Drumont (Perrin) (médaille d'argent)
  - Alain Monod (juriste) (d) , Vauban ou la mauvaise conscience du roi (Riveneuve) (médaille de bronze)
  - Charles Wright (journaliste) (d) , Casanova ou l'essence des Lumières (B. Giovanangeli) (médaille de bronze)
- 2010
  - Nathan Wachtel, La Logique des bûchers (Seuil)
  - Alain Cabantous, Histoire de la nuit XVIIe – XVIIIe siècle (Fayard) (médaille d'argent)
  - Jacques-Alain de Sédouy, Le Concert européen. Aux origines de l’Europe 1814-1914 (Fayard) (médaille d'argent)
  - David Bitterling (d) , L’Invention du pré carré. Construction de l’espace français sous l’Ancien Régime (Albin Michel) (médaille de bronze)
  - Catherine Horel, Cette Europe qu’on dit centrale. Des Habsbourg à l’intégration européenne 1815-2004 (Beauchesne) (médaille de bronze)
- 2011
  - Charles-Édouard Levillain, Vaincre Louis XIV : Angleterre, Hollande, France, histoire d'une relation triangulaire, 1665-1688, Seyssel, Champ Vallon, coll. « Époques », 2010, 451 p. (ISBN 978-2-87673-527-9, présentation en ligne), [présentation en ligne], [présentation en ligne]
  - Frank Attar, Aux armes, citoyens ! naissance et fonctions du bellicisme révolutionnaire (Seuil) (médaille d'argent)
- 2012
  - Ivan Jablonka, Histoire des grands-parents que je n’ai pas eus. Une enquête (Seuil)
  - André Burguière, Le Mariage et l’Amour en France, de la Renaissance à la Révolution (Seuil) (médaille d'argent)
- 2013
  - Alain Testart, Avant l’histoire : l’évolution des sociétés, de Lascaux à Carnac
  - Thierry Lentz, Napoléon diplomate (CNRS éditions) (médaille d'argent)
- 2014
  - Anthony Glinoer, L’Âge des cénacles. Confraternités littéraires et artistiques au XIXe siècle
  - Vincent Laisney, Anthony Glinoer, L’Âge des cénacles. Confraternités littéraires et artistiques au XIXe siècle
  - Michel Pernot, Henri III. Le roi décrié (médaille d'argent)
- 2015
  - Edmond Dziembowski, La Guerre de Sept Ans (1756-1763)
  - Antoine Lilti, Figures publiques. L’invention de la célébrité (1750-1850) (médaille d'argent)
- 2016
  - Nicolas Roussellier, La Force de gouverner. Le pouvoir exécutif en France (XIXe – XXIe siècle)
  - Vincent Robert, La Petite-Fille de la sorcière. Enquête sur la culture magique des campagnes au temps de George Sand (médaille d'argent)
- 2017
  - Pierre François Souyri, Moderne sans être occidental. Aux origines du Japon d’aujourd’hui
  - Dominique Julia, Le Voyage aux saints. Les pèlerinages dans l’Occident moderne (XVe – XVIIIe siècle) (médaille d'argent)
- 2018
  - Antoine Compagnon, Les Chiffonniers de Paris
  - Éric Anceau, L'Empire libéral (médaille d'argent)
- 2019
  - Marcel Gauchet, Robespierre, l’homme qui nous divise le plus
  - Jean-Pierre Cabestan, Demain la Chine : démocratie ou dictature ? (médaille d'argent)
- 2020
  - Évelyne Lever, Paris sous la Terreur
  - Michaël Fœssel, Récidive 1938 (médaille d'argent)
- 2021
  - Isabelle Dasque, Les Diplomates de la République (1871-1914)
  - Clément Oury, La Guerre de Succession d’Espagne, la fin tragique du Grand Siècle (médaille d'argent)
- 2022
  - Christian Baechler, La Trahison des élites allemandes. Essai sur le rôle de la bourgeoisie culturelle (1770-1945)
  - Jean-Pierre Langellier, Léopold Sédar Senghor (médaille d'argent)
- 2023
  - Iris de Rode, François-Jean de Chastellux (1734-1788). Un soldat-philosophe dans le monde atlantique à l’époque des Lumières[3]
  - Bertrand Tillier, La Disgrâce des statues. Essai sur les conflits de mémoire, de la Révolution française à Black Lives Matter (médaille d'argent)
- 2024
  - Jean-Marc Schiappa, Gracchus Babeuf[4]
  - Frédéric Régent, Libres de couleur[4]